# Progress Quest
《Progress Quest》是一個為了戲仿「無盡的任務」（EverQuest）、及其他大型多人線上角色扮演遊戲所製作的電腦遊戲。可不嚴謹地稱為零人遊戲， 也就是說玩家一設定好他的人造角色， 接著就完全沒有與使用者互動；遊戲自己本身「玩」了起來，而人類玩家則充當觀察者的角色。
Progress Quest 戲仿電腦角色扮演遊戲，尤其是 無盡的任務(EverQuest)，因為許多玩家認為如此的玩遊戲很無趣。無盡的任務(EverQuest) 因為它的"自動攻擊"戰鬥系統而惡名昭彰，使用者只要按下一個按鈕去開始戰鬥模式，自此之後除了看之外就很少事情要做了。Progress Quest 也嘲笑 傳統角色扮演遊戲的種族、職業、故事、任務、物品等等。
程式由Eric Fredricksen在2002年初寫成。玩家們快速的加入這個遊戲，並在許多知名的免費軟體下載網站及遊戲評論網站上寫假的評論，盡量給Progress Quest高的評分。
遊戲把角色的狀態顯示在螢幕上，包含數個進度條，表示玩家在遊戲中的進度。角色會在遊戲中獲得經驗值、物品、以及和怪獸相遇。然後物品會賣掉，以購買新的和角色等級相稱的裝備。遊戲中也會有一些任務是「整體章節進度」的一部份，也會在前一個章節完成後加入新的章節。
開始一個新遊戲時，會顯示幾個選項供玩家選擇，讓玩家決定他的角色的種族及職業。而初始狀態則是透過模擬擲骰子決定，包含力量（Strength）、體質（Constitution）、敏捷（Dexterity）、智力（Intelligence）、智慧（Wisdom）及魅力（Charisma）六項能力值。玩家們以低於水平的裝備開始遊戲，慢慢地賺取更好的武器、裝甲、及咒語。
然而幾乎所有上述的角色屬性及裝備皆不會對遊戲性產生影響。唯一的例外是「力量」屬性，其決定了物品的攜帶容量，而間接影響升級的速度。

## 劇情
遊戲的背景故事是Grumdrig這個地區的發展史及以及各王國的成立。目前遊戲中有四個王國：Knoram、Expodrine、Oobag及Spoltog。故事模仿奇幻小說的劇情，使用古代的語言，且創造出像"aberdoxy"這樣的字。

### 種族
| 英文                 | 中文翻譯             |
| Half Orc             | 半半獸人             |
| Half Human           | 半人                 |
| Half Halfling        | 半半身人（半哈比人） |
| Double Hobbit        | 大型哈比人           |
| Low Elf              | 低等精靈             |
| Dung Elf             | 污糞精靈             |
| Talking Pony         | 會說話的小馬         |
| Greater Gnome        | 大型地精             |
| Gyrognome            | 迴轉地精             |
| Lesser Dwarf         | 小型矮人             |
| Crested Dwarf        | 雞冠矮人             |
| Eel Man              | 鰻魚人               |
| Panda Man            | 熊貓人               |
| Trans-Kobold         | 變形狗頭人           |
| Enchanted motorcycle | 魔法機車             |
| Will o' the Wisp     | 鬼火                 |
| Battle-Finch         | 戰鬥雀鳥             |
| Double Wookie        | 大型武技族           |
| Skraeling            | 醜人                 |
| Demicanadian         | 半加拿大人           |
| Land Squid           | 地行烏賊             |

### 職業
| 英文             | 中文翻譯     |
| Ur-Paladian      | 呃……聖騎士   |
| Voodoo Princess  | 巫毒公主     |
| Robot Monk       | 機器僧侶     |
| Mu-Fu Monk       | 幕府僧侶     |
| Mage Illusioner  | 幻影法師     |
| Shiv-Knight      | 剃刀騎士     |
| Inner Masson     | 精神馬尾松   |
| Fighter/Organist | 戰士／風琴手 |
| Puma Burgular    | 美洲獅盜賊   |
| Runeloremaster   | 符文專家     |
| Tongueblade      | 操舌劍者     |
| Hunter Strangler | 獵人扼殺者   |
| Battle-Felon     | 戰鬥惡棍     |
| Tickle-Mimic     | 搞笑小丑     |
| Slow Poisoner    | 慢性施毒師   |
| Bastard Lunatic  | 雜種狂人     |
| Lowling          | 卑下者       |
| Birdrider        | 鳥騎士       |

若要取得咒語、物品、以及怪物名稱的範例，試試這裡：互動隨機角色扮演故事產生器（Interactive Random RP Story Generator）（页面存档备份，存于）。

## 歷史
玩家可以選擇創建離線帳號以自娛，或者是創建線上帳號，使他們的角色狀態儲存於網站的排行榜。這麼作可以讓角色在個別的國度取得更高的排名之餘，還能和其他角色比較他們的成就。玩家還能選擇加入善良、中立、以及邪惡陣營的公會，雖然這麼作並沒有好處。
這個遊戲曾經經過幾次的升級。其中一次的升級加入了有陰影的進度條，玩家們於是把這次升級後的版本戲稱為Progress Quest 3D。在這遊戲的 官方論壇（页面存档备份，存于） 中，許多老手使用者貼的討論串常誤導新手，讓他們以為有銀版、金版、白金版，甚至是鑽石鑲嵌版的DVD版本遊戲，裡面有著很棒的3D繪圖效果。

### 報導
1. Morgan Webb. . TechTV. 2002  [February 16, 2006]. （原始内容存档于2006-08-15）.
2. Dan Norton. . Flak Magazine. 2002  [February 16, 2006]. （原始内容存档于2006-02-08）.

## 外部連結
- 官方網站 Progress Quest（页面存档备份，存于）
- Progress Quest at Yahoo! Groups（页面存档备份，存于）
- Progress Quest FAQs（页面存档备份，存于） at GameFAQs
- Progress Quest Companion — Fan site (out of date)
- Progress Quest Stats Macro Tool — For rolling character stats
- Progress Quest spell conversions（页面存档备份，存于） for use with Dungeons & Dragons 3rd Edition
- SimpleRPG — A much simpler version of Progress Quest
- Review of Progress Quest